# النزاع بين بونتلاند وصوماليلاند
النزاع بين بونتلاند وصوماليلاند هو نزاع إقليمي على محافظات سول وسناج ومقاطعة بوهودلي التابعة لمحافظة توغطير بين جمهورية صوماليلاند المعلنة من جانب واحد وولاية بونتلاند الصومالية.

## خلفية

### حدود 1894

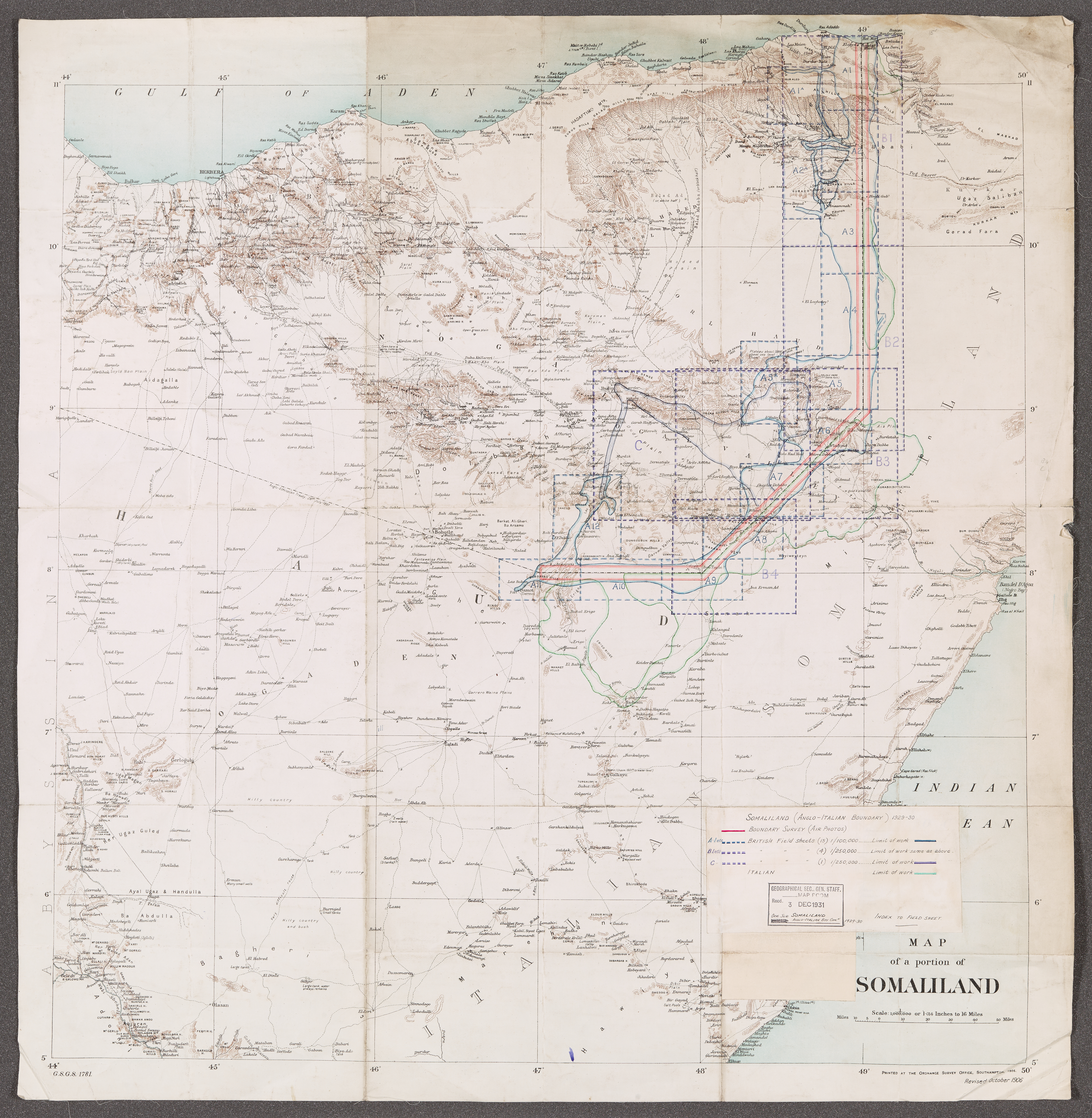
خريطة توضح الحدود الشرقية للصومال البريطاني بموجب معاهدة مع الصومال الإيطالي، فيما عُرف بالحدود الأنجلو إيطالية.

كانت محافظات سول وسناج جزءاً من الصومال البريطاني الذي نال الاستقلال في 26 يونيو 1960 لتنشأ دولة أرض الصومال التي شكلت بعد خمسة أيام من تأسيسها اتحاداً مع إقليم الصومال الإيطالي الذي نال استقلاله هو الآخر في 1 يونيو 1960، وهو ما أعقبه إعلان قيام الجمهورية الصومالية.
في أواخر ثمانينيات القرن العشرين وبعد بدء التمرد الصومالي سعت الحركة الوطنية الصومالية SNM إلى تحرير محافظة وقويي جالبيد من قبضة نظام سياد بري، فيما أسمته حرب استقلال صوماليلاند، ومع اندلاع الحرب الأهلية الصومالية عام 1991 أعلنت صوماليلاند استقلالها عن الصومال، معتبرة نفسها خليفة على المناطق التي خضعت "للحماية البريطانية".
بدأ النزاع الحدودي في عام 1998 بعد تشكيل ولاية بونتلاند كدولة تتمتع بالحكم الذاتي في الصومال، وأعلنت عن بسط سيطرتها على محافظات سول وسناج باعتبارها موطن قبائل تعيش في بونتلاند وتتمع بالتمثيل في المجالس الحكومية والنيابية.

### حدود العشيرة
تطالب بونتلاند بالسيادة على محافظات سول وسناج وعين بحجة رابطة القربى بين عشائر الدارود القاطنة في المنطقة، في حين تطالب صوماليلاند بالمحافظات باعتبارها جزءا من الحدود الأصلية لمحمية الصومال البريطاني السابقة، كونها الخليفة الرسمية لهذا الكيان. وأدى النزاع المسلح بين القوتين إلى سقوط ضحايا وأسر عناصر، جرى تبادلهم فيما بعد.
في 2010 أعلنت قبيلة طلبهنتي استقلال محافظة سول، سناج، وعين، ولم تنجح في مسعاها، لتعود في عام 2012 لإعلان استقلال ولاية خاتمة، معلنة استقلال المحافظات الثلاث وعدم خضوعها لكل من صوماليلاند وبونتلاند، الأمر الذي مهّد لتشكيل فصيل ثالث جديد في الصراع، ورغم ذلك فقدت ولاية خاتمة أيضًا السيطرة على المنطقة في عام 2015 تقريبًا.

### سناج
سناج هي محافظة متنازع عليها، تطالب بها كل من صوماليلاند وولاية بونتلاند الصومالية.
وشكلت منطقتا يُبّي (صوماليلاند) وهدافتيمو (بونتلاند) خطوط مواجهة بين الطرفين خلال عام 2021.
ويعود النزاع مع الحكومة الفيدرالية الانتقالية الصومالية إلى إقرار الميثاق الجديد في نوفمبر 2004، رغم أنه لم يُطبّق عمليا حتى سيطرة الحكومة على العاصمة مقديشو وبسط سيطرتها على جنوب الصومال خلال حرب 2006-2009، وأدى تأكيد قيادة الحكومة الانتقالية لسيادتها على المناطق الشمالية في يناير 2007 إلى إثارة أعمال شغب في صوماليلاند.
في 1 يوليو 2007 أُعلن عن إنشاء ولاية ماخِر شرق محافظة سناج، اعتبرها قادتها كونها مستقلة عن كل من بونتلاند وصوماليلاند، إلا أن الولاية لم تستمر طويلا وأعلنت انضمامها إلى بونتلاند في يناير 2009.
في 20 يوليو 2013 أدى اتفاق بين شيوخ عشائر في جنوب محافظة سناج وحكومة صوماليلاند إلى انشقاق قوات عشائرية عن بونتلاند وانضمامها إلى صوماليلاند، وقال وزير الإعلام في صوماليلاند عبد الله أوكوسي: "أجرينا مناقشات واتفقنا على العمل معًا بشأن الأمن في المنطقة"، مضيفًا أن "القوة المنشقة تتكون من 500 مقاتل تمتلك 13 عربة عسكرية وست شاحنات. وكان هؤلاء المقاتلون في السابق من أعداء صوماليلاند، وهم الآن جزء من الجيش الوطني". وقدرت مصادر أخرى أن ما بين 500 و800 جندي انشقوا واندمجوا مع الجيش الصوماليلاندي، في حين أكد قائد من قوات ولاية خاتمة المنشقة سعادته بانضمامه إلى قوات صوماليلاند، واعدا بالمساعدة في تعزيز الأمن في المنطقة.
في 12 يونيو 2014 سيطر الجيش الصوماليلاندي على مدينة حنجلول، ووفقاً لعضو مجلس النواب في بونتلاند، عبد الحكيم عبد الله عمر فقد وصلت قوات تضم 13 عربة قتالية، رغم إصرار شيوخ العشائر المحلية على رفض وجود القوات وتهديدهم بالمقاومة، كذلك أشار أحد شيخ عشائر بونتلاند جراد عبد الله علي عيد إلى تقديم شيوخ العشائر مطالب لحكومة صوماليلاند بعدم إرسال قواتها إلى البلدة في لقاء جمع ممثلين من الطرفين، في ظل ترقب لمؤتمر عشائري موسع كان من المقرر عقده في 15 يونيو.

### سول

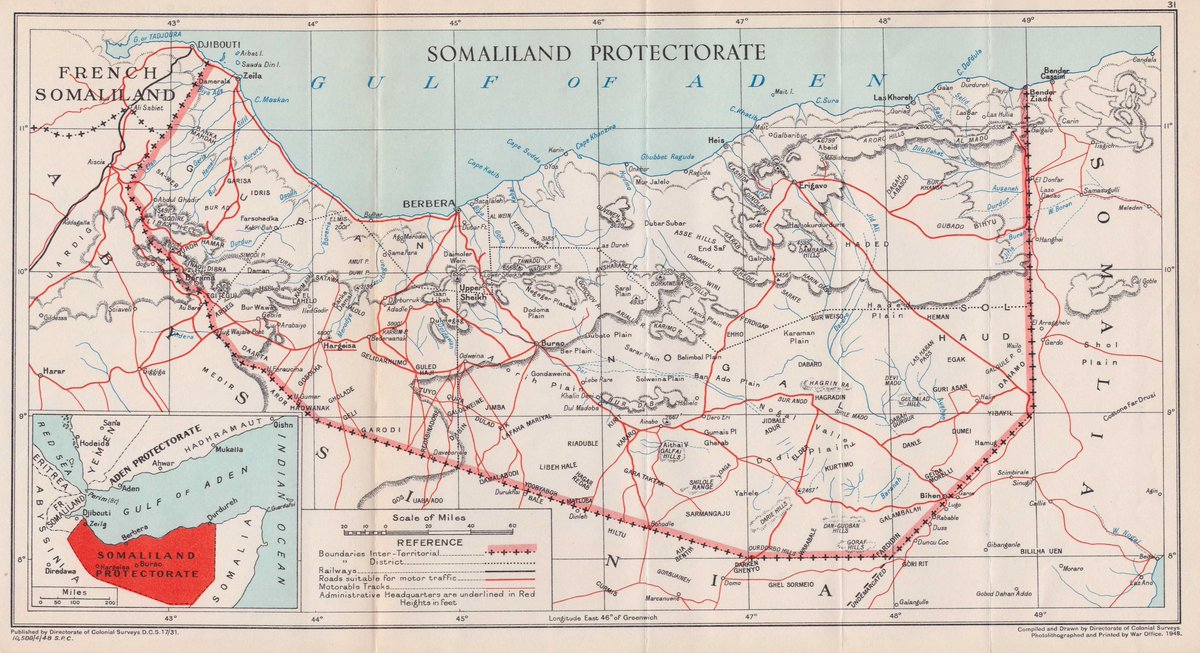
حدود الصومال البريطاني التي تطالب بها صوماليلاند.

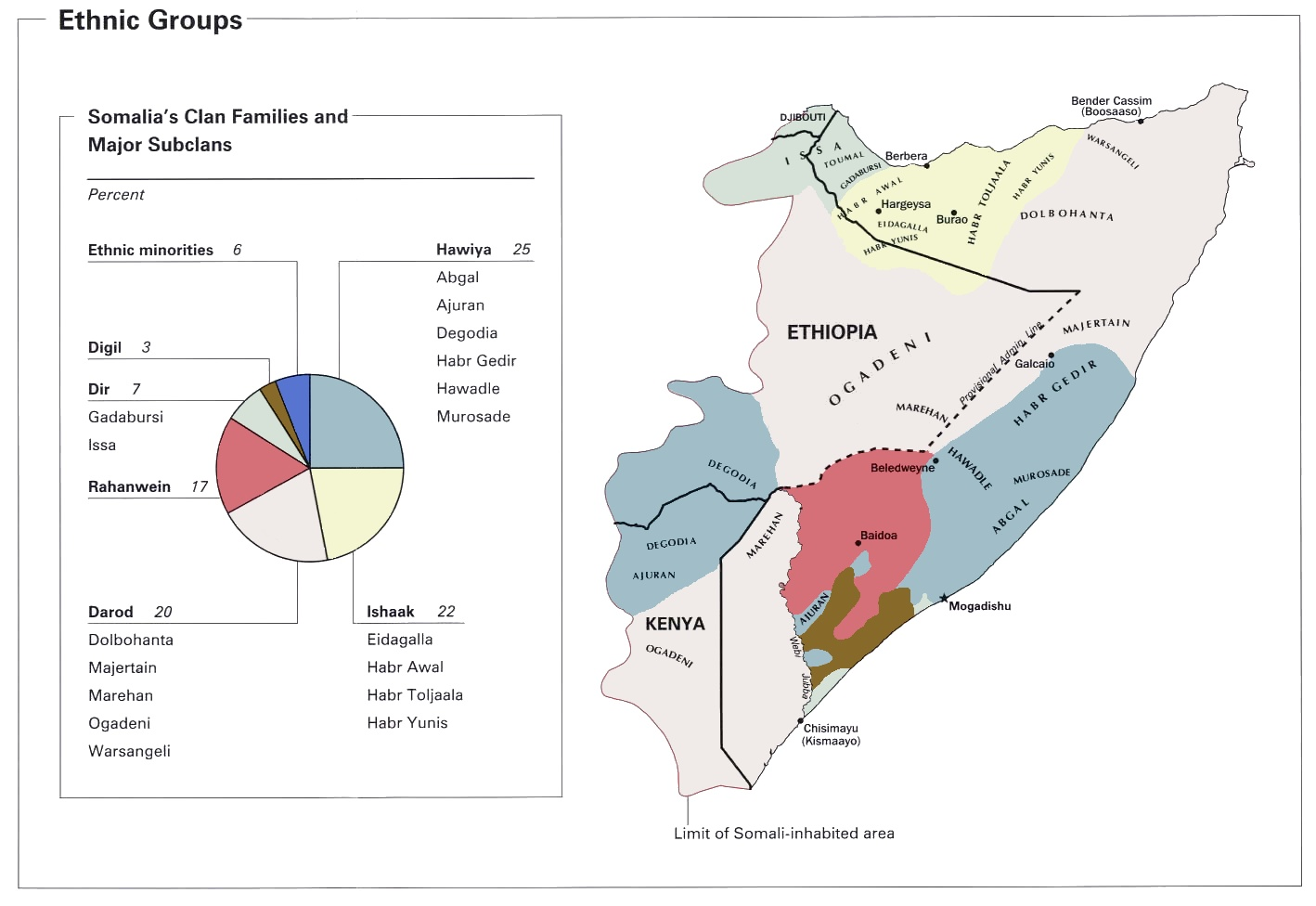
مناطق انتشار عشائر شمال شرق أفريقيا، وتطالب بونتلاند بمناطق انتشار عشائر دارود شمال شرق الصومال.

سول هي محافظة تطالب بها كل من صوماليلاند وولاية بونتلاند الصومالية، في ظل حكومة سياد بري كانت سول جزءًا تقسيم إداري أكبر يضم سول وأجزاء من نوجال وعاصمتها جروي، إلا أنها فُصلت عن باقي مناطق نوجال في الثمانينات.

### عين
محافظة عين وعاصمتها بوهودلي متنازع عليها أيضًا بين صوماليلاند وبونتلاند، وبحسب صوماليلاند فإن محافظة عين (بالصومالية: Cayn)‏ ستظل جزءًا من محافظة توغدير، كما أن صوماليلاند احتجت على مطالبات بونتلاند بجزء من محافظة توغدير حسب ميثاقها لعام 1998.

## الاشتباكات المسلحة

### سيطرة صوماليلاند على لاسعانود فس 2007
في أكتوبر 2007 تطور الصراع إلى صراع إقليمي من أجل السيطرة على مدينة لاسعانود، حيث احتشدت قوات الجيش الصوماليلاندي في نقطة تمركزها في بلدة أري عديي غربي المدينة، وشن الجيش هجوما كاسحا على المدينة، وقابل ذلك بطئا من قوات بونتلاند في تعبئة هجوم مضاد، حيث حال ضعف الاقتصاد في بونتلاند والالتزامات العسكرية المرهقة في مقديشو دون الاستجابة السريعة، ونقلت صوماليلاند إدارة محافظة سول إلى لاسعانود بعد سيطرتها على المدينة. وأفادت تقارير إلى أن ما بين 10 إلى 20 شخصًا لقوا حتفهم جراء الاشتباكات.

### اشتباكات 2010
في عام 2010، اشتبكت قوات صوماليلاند متحالفة مع القوات الإثيوبية مع ميليشيا مستقلة في محافظة سول، في محاولة لتهدئة الأوضاع في المنطقة قبل الانتخابات الرئاسية في صوماليلاند 2010، ورغم أن القوات الإثيوبية اجتاحت جنوب الصومال لمحاربة المسلحين الإسلاميين في مناسبات سابقة، إلا أنه من المعتقد أن هذه كانت المرة الأولى التي تفعل فيها ذلك في منطقة صوماليلاند، التي تمتعت بالاستقرار أكثر من باقي أنحاء الصومال.

### اشتباكات 2016
في 18 يوليو، قُتل ما لا يقل عن خمسة جنود بعد اشتباك قوات بونتلاند وصوماليلاند في محافظة سناج، وأكد قائد قوات بونتلاند مقتل ثلاثة جنود من بونتلاند واثنين من كبار ضباط جيش صوماليلاند.
وألقت صوماليلاند القبض على نائب وزير العدل السابق في حكومة بونتلاند، محمد فرح آدم. حيث احتُجز لمدة أسبوع في مدينة عيرجابو، وأطلق سراحه في الشهر التالي.

### اشتباكات 2018
في شهري يناير ومايو 2018 خلفت معركة تُكَرَق بين قوات صوماليلاند وبونتلاند ما بين 200 إلى 300 قتيل وأدت إلى نزوح 2700 أسرة، وفي نهاية يوليو توسطت منظمة إيقاد وبعثة الأمم المتحدة للمساعدة في الصومال" في التوصل إلى اتفاق لوقف إطلاق النار بين إدارتي صوماليلاند وبونتلاند، إلا أنه وبحلول نهاية العام، لم يؤيد أي من الطرفين علانية شروط الاتفاق.

## وجهات نظر أخرى
أعرب الرئيس الصومالي حسن شيخ محمود في فترة رئاسته السابقة (2012 - 2017) عن رأيه خلال توليه منصبه بأن بونتلاند تتكون من محافظتين ونصف (بري ونوغال وشمال مدج)، وهو ما يتعارض مع مطالبة بونتلاند بمحافظتي سول وسناج.
علاوة على ذلك، واستعدادًا للانتخابات الرئاسية الصومالية لعام 2017، أشار البيان الصادر عن مكتب رئاسة الصومال بشأن منتدى القيادة الوطنية الصومالية إلى المنطقة المتنازع عليها باسم Gobollada Sool iyo Sanaag ee Soomaaliland (منطقتي سول وسناج في صوماليلاند). وترأس الرئيس الصومالي آنذاك حسن شيخ محمود منتدى القيادة الوطنية الصومالية بحضور رئيس البرلمان محمد عثمان جواري، ورئيس الوزراء عمر شارماركي، ورؤساء ولايات جنوب الغرب، وغلمدغ، وهيرشبيلي، ونائب رئيس ولاية بونتلاند.